# Autoroute A5 (Grèce)
Pour les articles homonymes, voir A5 et Autoroute A5.
L'autoroute A5 (grec moderne : Αυτοκινητόδρομος 5, Aftokinitódromos 5) ou autoroute Ionienne (Ιόνια Οδός, Iónia Odós) est une autoroute à péage dans l'ouest de la Grèce.

## Situation
La A5 part de Ioánnina et suit la côte ouest de la Grèce continentale et s'étend jusqu'au golfe de Corinthe. 
A Río, elle traverse le golfe de Corinthe par le pont Rion-Antirion.
Elle est reliée à l'autoroute A8 près de Patras.
La A5 fait partie de la route européenne 55. 
Sa longueur est d'environ 196 kilomètres.
L'autoroute tire son nom du fait qu'elle longe sur toute sa longueur la côte de la mer Ionienne.

## Extensions
Le nouveau tronçon en construction Patras–Pýrgos–Tsakóna fait officiellement partie de l'autoroute 5 depuis 2008.
En décembre 2024, un contrat est signé pour le prolongement de l'autoroute A5 entre Ioánnina et Kakaviá.

## Tracé
| Km | Agglomérations lieux | Carte interactive |
| -- | -------------------- | ----------------- |
|    | Kakaviá              |                   |
|    | Ioánnina             |                   |
|    | Filippiáda           |                   |
|    | Árta                 |                   |
|    | Amphilochie          |                   |
|    | Angelókastro         |                   |
|    | Missolonghi          |                   |
|    | Antirion             |                   |
|    | Río                  |                   |
|    | Patras               |                   |
|    | Pýrgos               |                   |
|    | Tsakóna              |                   |

## Galerie

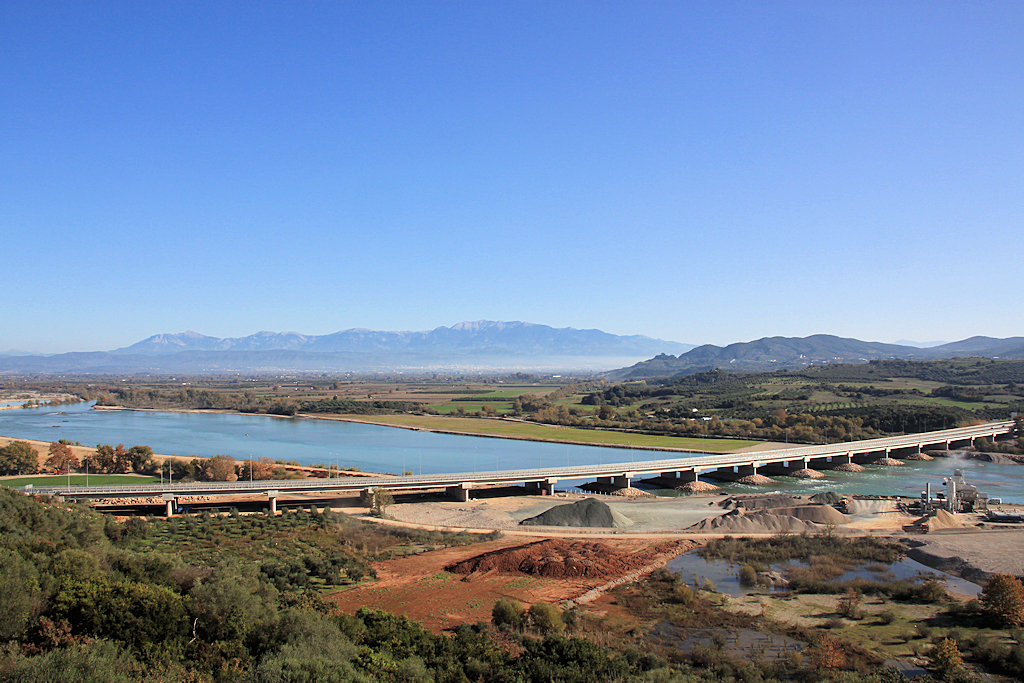
Le pont de l'Achéloos.
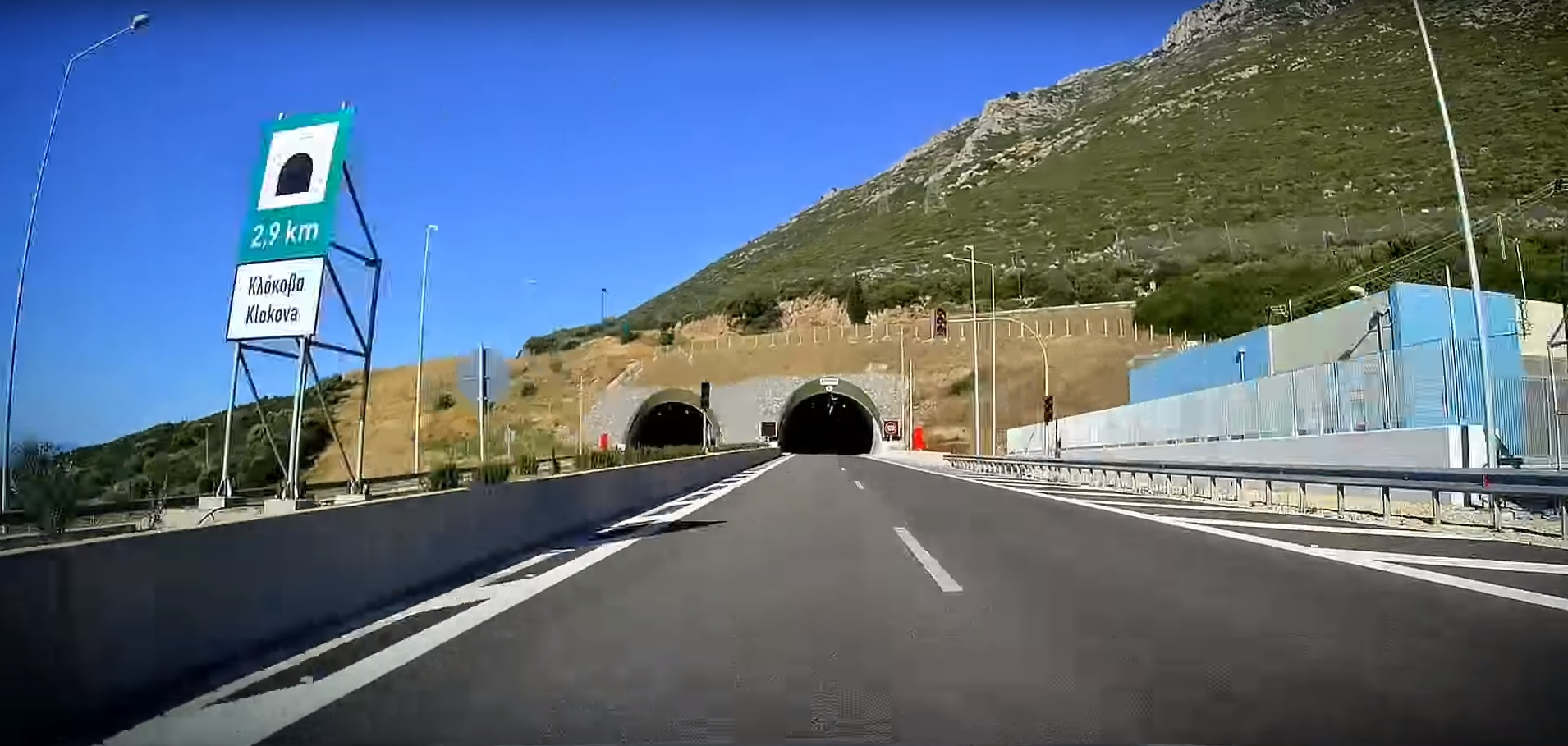
Le tunnel de Klókova (en).
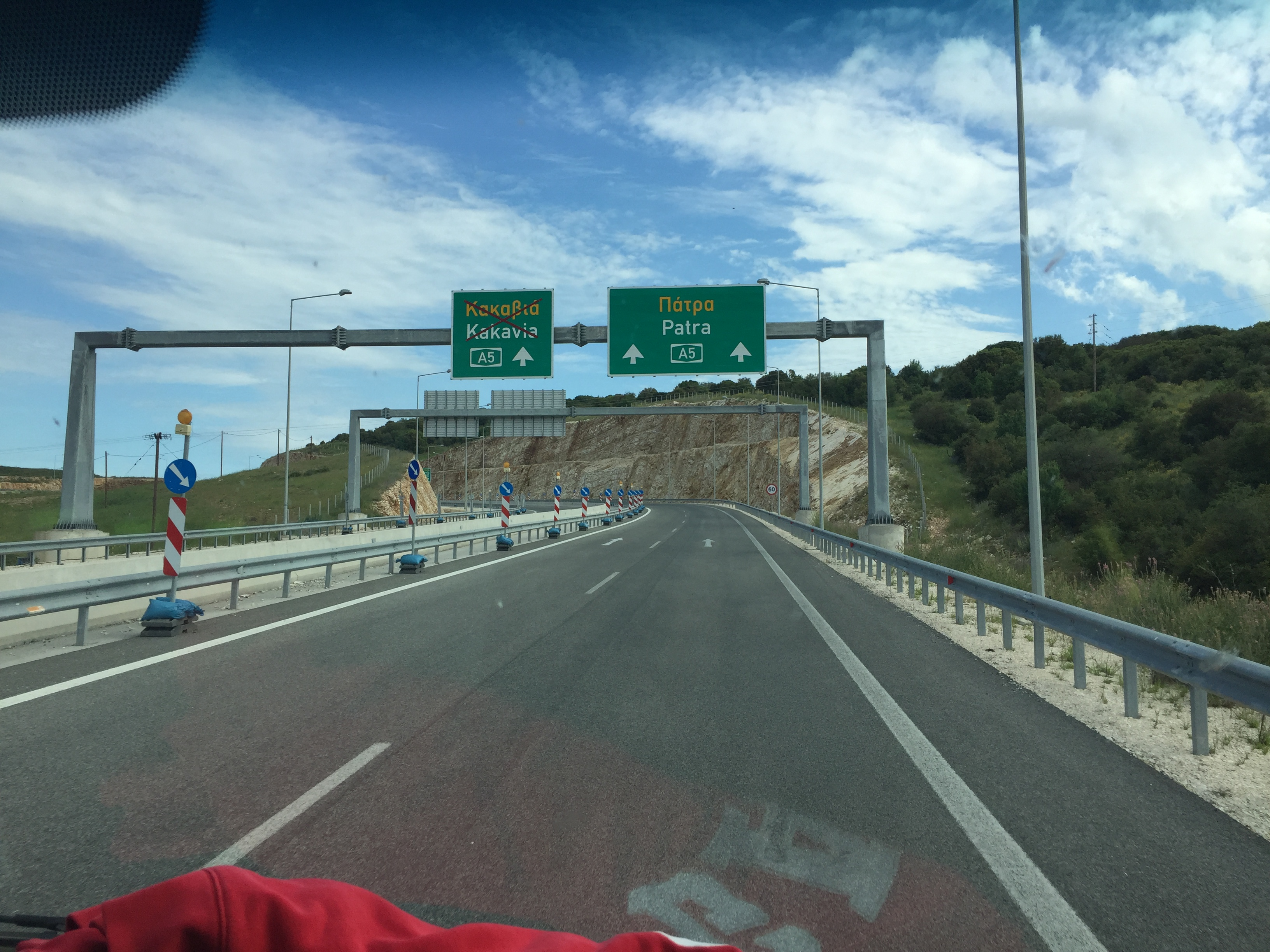
La A5 à Pediní (en).